# William Alfred Eddy

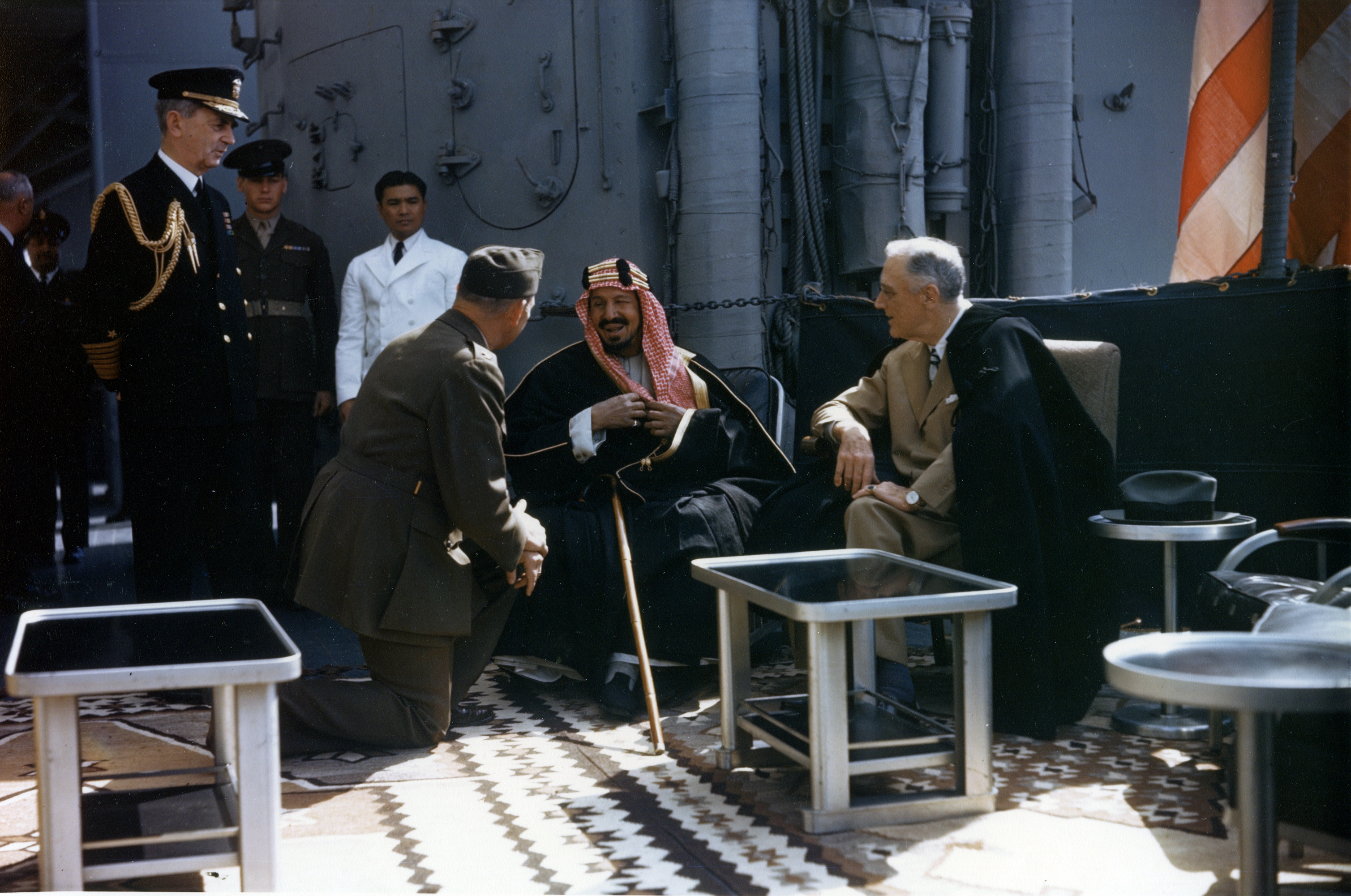
William Eddy (kniend) an Bord der USS Quincy im Gespräch mit König Ibn Saud; rechts Präsident Franklin D. Roosevelt (1945)

William Alfred „Bill“ Eddy (* 9. März 1896 in Sidon; † 3. Mai 1962 in Beirut) war ein US-amerikanischer Nachrichtenoffizier.
Er diente im Marine-Corps im Ersten und Zweiten Weltkrieg, war US-Gesandter in Saudi-Arabien (1944–1946) und Universitätsprofessor und College-Präsident (1936–1942). Mit seiner persönlichen Freundschaft zum saudi-arabischen Königshaus legt Eddy den Grundstein zur strategischen Partnerschaft zwischen Saudi-Arabien und den USA.

## Leben
Eddy wurde in Sidon geboren, damals ein Teil von Syrien, heute im Libanon gelegen. Seine Eltern waren presbyterianische Missionare. Eddy wuchs zweisprachig auf. Englisch sprach er zu Hause und in der Schule, Arabisch lernte er bei seinen Mitschülern. Er blieb bis zur High School im Nahen Osten und besuchte dann das College of Wooster in New York.
Nach seinem Abschluss an der Princeton University im Jahre 1917 und nach der Heirat mit Maria Garvin trat Eddy am 6. Juni 1917 in das Marine Corps ein. Er gehörte zu den ersten Marines auf den europäischen Kriegsschauplätzen und kämpfte als Nachrichtenoffizier im 6. Marine-Regiment vom 1. bis 3. Juni 1918 in der Schlacht im Wald von Belleau bei Paris gegen die deutschen Truppen. Die Schlacht wird als einer der wichtigsten Erfolge der alliierten Streitkräfte der Entente gegen die deutsche Frühjahrsoffensive angesehen. Eddy wurde schwer verwundet und in die USA zurückgebracht und dort für seine Tapferkeit mit dem Navy Cross, dem Distinguished Service Cross, zwei Silver Stars und zwei Purple Hearts ausgezeichnet.

### 1920–1945
Nach dem Ersten Weltkrieg lehrte Eddy zunächst an der Peekskill Military Academy in New York und wurde 1922 an der Princeton University zum Thema „Gullivers Reisen“ promoviert. 1923 berief man ihn, der inzwischen als Professor für englische Literatur am Dartmouth College in Hanover, NH, lehrte, zum Vorsitzenden des Englischen Seminars an die Amerikanische Universität Kairo berufen. Seine Frau und Kinder fanden das Leben in Ägypten jedoch schwierig, daher kehrte er 1928 in die USA zurück und übernahm erneut eine Lehrtätigkeit am Dartmouth College. Im Jahr 1936 wurde er zum Präsidenten des Hobart College im Bundesstaat New York ernannt (1936–1942).
Zu Beginn des Zweiten Weltkriegs kehrte er als Nachrichtenoffizier im Range eines Oberstleutnants in den Militärdienst zurück und wurde zum Marine-Attaché in Kairo bestellt. Dort arbeitete er für das Office of Naval Intelligence und das Office of Strategic Services (OSS). Im Dezember 1941 wurde Eddy nach Tanger/Marokko versetzt. Dort beteiligte er sich maßgeblich am Erfolg der alliierten Operation Torch, die 1942 zu der von General George S. Patton geführten Invasion der Alliierten in Afrika führte. Im Jahr 1943 einigten sich das US Marine Corps und das OSS darauf, Eddy als Mitarbeiter des State Department und „Sonderberater des US-Gesandten“ an die Gesandtschaft in Dschedda/ Saudi-Arabien zu entsenden.
US-Präsident Franklin D. Roosevelt war mit Blick auf die dort 1937 begonnene Ölförderung daran interessiert, die Beziehungen zu Saudi-Arabien weiter zu vertiefen. 1944 traf Eddy König Abd al-Aziz ibn Saud zum ersten Mal. Damit begann eine enge freundschaftliche Beziehung zur Saud-Familie, die den Tod des Königs im Jahr 1953 weit überdauern sollte. Am 23. September 1944 wurde Eddy zum Gesandten befördert, einen Posten, den er bis zum 28. Mai 1946 innehaben sollte. Auf Drängen Eddys kamen König Abd al-Aziz ibn Saud und Präsident Roosevelt schließlich am 14. Februar 1945 an Bord der Quincy auf dem Großen Bittersee im Suezkanal zu einer historischen Begegnung zusammen. Oberst Eddy war von König Abd al-Aziz ibn Saud gebeten worden die Unterhaltung zu übersetzen. Nach dem Ende seiner Mission in Saudi-Arabien reiste Eddy 1946 als Leiter einer Special U. S. Diplomatic Mission in das Königreich Jemen und unterschrieb mit Abdul Karim Mutahhar am 4. Mai 1946 einen Freundschafts- und Handelsvertrag zwischen den USA und dem Königreich.

### 1946–1962
In die USA nach Washington, D.C. zurückgekehrt, wurde ihm am 1. August 1946 der Posten des Special Assistant to the Secretary of State for Research and Intelligence übertragen. Dort beteiligte sich Eddy wesentlich an der Verabschiedung des National Security Act of 1947, der zur Schaffung der Central Intelligence Agency (CIA) führte. Als die USA gegen seinen Rat die Gründung des Staates Israel unterstützten, zog Eddy sich zurück und ging nach Beirut. Während der späten 1940er- und in den gesamten 1950er-Jahren arbeitete er dort als Berater für die Arabian American Oil Company (Aramco).
Eddy, der seit Oktober 1917 mit Mary Emma Garvin verheiratet war, starb im Krankenhaus der Amerikanischen Universität Beirut, die sein Vater und Freunde der Familie mitgegründet hatten. Er wurde in Sidon auf einem arabisch-christlichen Friedhof beerdigt.